# 마운틴 오브 더 문
《마운틴 오브 더 문》(영어: Mountains of the Moon)은 미국에서 제작된 밥 레이펄슨 감독의 1990년 전기 모험 드라마 영화이다. 패트릭 버긴 등이 출연하였고, 대니얼 멜닉 등이 제작에 참여하였다.

## 출연진
- 패트릭 버긴
- 이언 글렌
- 리처드 E. 그랜트
- 피오나 쇼
- 존 새비던트
- 제임스 빌러스
- 에이드리언 롤린스
- 델로이 린도
- 버나드 힐
- 로샨 세트
- 오마 샤리프

## 기타 제작진
- 협력 제작: 크리스 컬링
- 배역: 설레스티아 폭스
- 미술: 노먼 레이놀즈
- 의상: 제니 베번, 존 브라이트